# Matej Tóth
Matej Tóth (né le 10 février 1983 à Nitra) est un athlète slovaque, spécialiste de la marche, champion du monde du 50 km marche en 2015 et champion olympique sur la même distance en 2016. Il est par ailleurs journaliste et membre de la minorité hongroise de Slovaquie.

## Carrière
Il a été nommé en 2006 « Athlète slovaque de l'année ». 5e des Jeux Olympiques de Londres en 2012 et 4e des championnats du monde de Moscou en 2013 sur 50 km marche, il remporte la médaille d'argent lors des Championnats d'Europe à Zurich en 2014 (sa première médaille internationale) en battant le record national en 3 h 36 min 21 s.
Le 21 mars 2015 à Dudince, il bat le record national de Slovaquie en 3 h 34 min 38 s, devenant ainsi le troisième meilleur performeur de tous les temps derrière le Russe Denis Nizhegorodov et le Français Yohann Diniz.
Le 29 août 2015 à Pékin, Matej Toth devient le premier champion du monde d'athlétisme représentant la Slovaquie grâce à sa victoire sur le 50 km marche. Le 19 août 2016, lors des Jeux olympiques, il remporte le premier titre olympique de l'histoire de la Slovaquie en athlétisme en s'imposant lors du 50 km marche à Rio de Janeiro devant l'Australien Jared Tallent et le Japonais Hirooki Arai.
En juillet 2017, il est suspecté de dopage et suspendu provisoirement pour des irrégularités sur son passeport biologique. Le 21 décembre, il est lavé de tout soupçon.
Il reprend la compétition par un 5 000 m en salle le 28 janvier 2018 à Bratislava et termine 3e en 19 min 43 s 70, derrière le Guatémaltèque Erick Barrondo (19 min 23 s 59) et l'Irlandais Alex Wright (19 min 25 s 20). Le 7 août, il décroche la médaille d'argent lors du 50 km marche des championnats d'Europe de Berlin en 3 h 47 min 27 s derrière l'Ukrainien Maryan Zakalnytskyy.
Le 28 septembre 2019, il doit abandonner lors du 50 km marche des championnats du monde de Doha.

## Résultats
| Date | Compétition                   | Lieu           | Résultat | Épreuve         |     |
| ---- | ----------------------------- | -------------- | -------- | --------------- | --- |
| 1999 | Championnats du monde cadets  | Bydgoszcz      | 8e       | 10 000 m marche |     |
| 2002 | Championnats du monde juniors | Kingston       | 16e      | 10 000 m marche |     |
| 2003 | Universiade                   | Daegu          | 10e      | 20 km marche    |     |
| 2004 | Jeux olympiques               | Athènes        | 32e      | 20 km marche    |     |
| 2005 | Championnats du monde         | Helsinki       | 21e      | 20 km marche    |     |
| 2006 | Championnats d'Europe         | Göteborg       | 6e       | 20 km marche    |     |
| 2007 | Championnats du monde         | Osaka          | 14e      | 20 km marche    |     |
| 2008 | Jeux olympiques               | Pékin          | 26e      | 20 km marche    |     |
| 2009 | Championnats du monde         | Berlin         | 8e       | 20 km marche    |     |
| 2009 | Championnats du monde         | Berlin         | 9e       | 50 km marche    |     |
| 2010 | Championnats d'Europe         | Barcelone      | 7e       | 20 km marche    |     |
| 2011 | Coupe d'Europe de marche      | Olhão          | 1er      | 20 km marche    |     |
| 2011 | Championnats du monde         | Daegu          | 9e       | 20 km marche    |     |
| 2011 | Championnats du monde         | Daegu          | —        | 50 km marche    | DNF |
| 2012 | Jeux olympiques               | Londres        | 5e       | 50 km marche    |     |
| 2013 | Coupe d'Europe de marche      | Dudince        | 3e       | 20 km marche    |     |
| 2013 | Championnats du monde         | Moscou         | 5e       | 50 km marche    |     |
| 2014 | Championnats d'Europe         | Zurich         | 2e       | 50 km marche    |     |
| 2015 | Coupe d'Europe de marche      | Murcie         | 2e       | 20 km marche    |     |
| 2015 | Championnats du monde         | Pékin          | 1er      | 50 km marche    |     |
| 2016 | Jeux olympiques               | Rio de Janeiro | 1er      | 50 km marche    |     |
| 2018 | Championnats d'Europe         | Berlin         | 2e       | 50 km marche    |     |
| 2019 | Championnats du monde         | Doha           | —        | 50 km marche    | DNF |
| 2021 | Jeux olympiques               | Tokyo          | 14e      | 50 km marche    |     |

## Records
| Épreuve      | Performance          | Lieu    | Date         |
| ------------ | -------------------- | ------- | ------------ |
| 20 km marche | 1 h 19 min 48 s (NR) | Dudince | 22 mars 2014 |
| 50 km marche | 3 h 34 min 38 s (NR) | Dudince | 21 mars 2015 |